# Gavinana
Gavinana (anciennement Cavinana) est une frazione de la commune italienne de San Marcello Piteglio, dans la province de Pistoie, en Toscane.

## Géographie
Le village est situé à environ 821 m d'altitude, sur les pentes du mont Crocicchio.

## Histoire
C'est près de Gavinana que se déroule, le 3 août 1530, la bataille qui oppose les troupes de la République florentine, commandées par le marchand Francesco Ferrucci, à celles de l'empereur Charles Quint. C'est à cet endroit que le condottiere florentin, déjà gravement blessé, est mortellement touché par Fabrizio Maramaldo, « un capitaine de fortune calabrais au service de l'empereur », à qui il s'adressa en prononçant la célèbre phrase « Vile, tu uccidi un uomo morto » (français : « Tu es un lâche, tu tues un homme mort »).

## Monuments et lieux d'intérêt

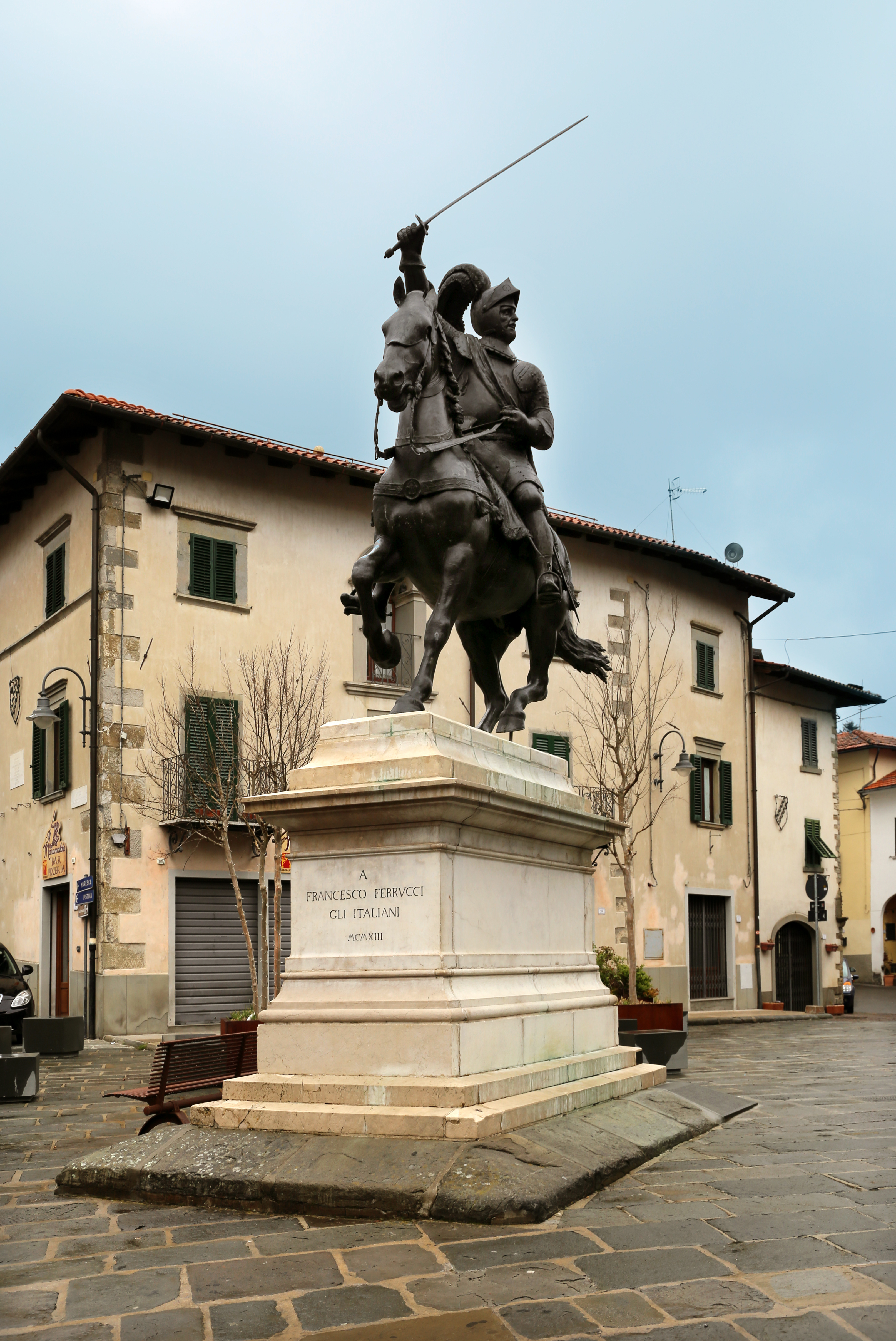
Le monument équestre dédié à Francesco Ferrucci, œuvre d'Emilio Gallori datant de 1920.

Le centre historique conserve la structure de l'ancien village, avec la place dédiée à Francesco Ferrucci, où, en 1920, une statue équestre est érigée en souvenir de la bataille. L'ancienne église paroissiale Santa Maria Assunta, datant du XIIIe siècle, est également remarquable. Elle abrite un grand orgue à tuyaux très ancien, ainsi que le musée Ferrucciano, où sont conservées des armes et des documents sur l'histoire de Ferrucci.